# Věstín
Věstín település Csehországban, a Žďár nad Sázavou-i járásban. Věstín Prosetín, Chlum-Korouhvice, Rovečné, Vír, Koroužné és Lhota u Olešnice településekkel határos. Lakosainak száma 169 fő (2024. január 1.).

## Népesség
A település lakosságának változását az alábbi diagram mutatja:
| Lakosok száma | 571  | 568  | 564  | 395  | 279  | 188  | 158  | 157  | 167  | 169  |
|               | 1869 | 1890 | 1921 | 1950 | 1980 | 2001 | 2017 | 2019 | 2022 | 2024 |